# Contea di Fangzheng
La contea di Fangzheng (方正县S, Fāngzhèng XiànP) è una contea della Cina, situata nella provincia di Heilongjiang e amministrata dalla prefettura di Harbin.
| Controllo di autorità | VIAF (EN) 263132082 · LCCN (EN) nr95018447 · J9U (EN, HE) 987007540295805171 |